# Ercole Del Rio
Ercole Del Rio (ur. 1723 lub 1726 w Guiglii, zm. 23 maja 1802 w Modenie) – włoski szachista i teoretyk szachowy, z zawodu prawnik i urzędnik miejski w Modenie. 
W wieku 30 lat zyskał sławę niezwyciężonego mistrza, a dzięki znacznemu majątkowi mógł swe doświadczenia zawrzeć w wydanej w roku 1750 na własny koszt książce "O grze w szachy. Spostrzeżenia praktyczne...", w której pośrednio krytykuje tezy Philidora. Dzięki opracowaniu temu stał się prekursorem tzw. modeńskiej szkoły szachowej. Poza negatywnym ustosunkowaniem się do twierdzeń Philidora zamieścił w niej także analizy debiutów i, co ważniejsze, końcówek – niektóre z nich zachowały aktualność do dziś. Dzieło Del Rio kontynuowali i znacznie rozwinęli Giambattista Lolli (częściowo wspólnie z Del Rio) a następnie Domenico Lorenzo Ponziani. Z nazwiskiem Del Rio wiąże się wariant kontrgambitu Philidora: 1.e4 e5 2.Sf3 d6 3.d4 f5 4.de5 fe4 5.Sg5 d5 6.e6.